# Lebutun (Betulau)
Lebutun ist eine osttimoresische Aldeia im Suco Betulau (Verwaltungsamt Lequidoe, Gemeinde Aileu). 2015 lebten in der Aldeia 209 Menschen.

## Geographie und Einrichtungen
Die Aldeia Lebutun nimmt das gesamte Gebiet des Sucos Betulau ein, das nördlich des Flusses Manufonihun liegt. Der Fluss, der später Manufonibun heißt, gehört zum System des Nördlichen Laclós. Bis zur Gebietsreform 2015 war es Teil des Sucos Acubilitoho, das Lebutun von Westen, Norden und Osten her einrahmt. Südlich des Manufonihun grenzt Lebutun an die Aldeia Naumata.
Im Zentrum befindet sich das Dorf Lebutun, nördlich davon der Weiler Cleta. Einfach Pisten verbinden die Ortschaften mit den Nachbarorten im Norden und Süden. Im Dorf Lebutun gibt es eine Grundschule.